# Tianzhenosaurus youngi
Il tianzhenosauro (Tianzhenosaurus youngi) è un dinosauro erbivoro appartenente agli anchilosauri, o dinosauri corazzati. Visse nel Cretaceo superiore (Campaniano, circa 75 milioni di anni fa). I suoi resti fossili sono stati ritrovati in Cina.

## Descrizione
Questo dinosauro è noto per uno scheletro quasi completo, con tanto di cranio. Quest'ultimo era basso e piatto, lungo 28 centimetri e largo circa 35, di forma triangolare, con due "corna" smussate che si proiettavano all'indietro e all'infuori dalla parte posteriore della calotta cranica. Il corpo era protetto da una corazza di placche ossee (osteodermi) disposte i file lungo il collo, il dorso e la coda, la quale era anche dotata di una sorta di mazza formata da ossa fuse, tipica di molti anchilosauri. 

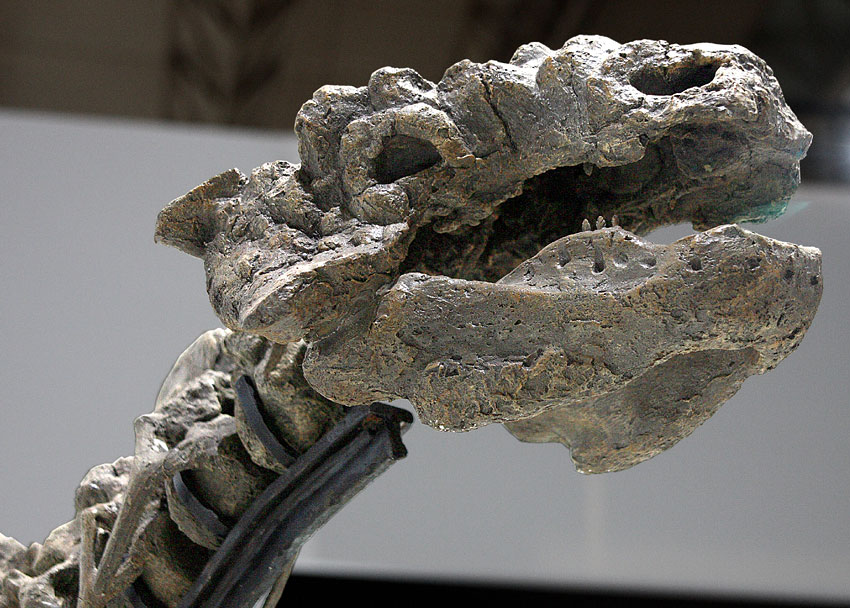
Cranio di Tianzhenosaurus

Rispetto ad altri animali simili, come Saichania e Pinacosaurus, questo dinosauro se ne differenziava per dettagli della struttura del cranio, come la lunghezza del muso, la forma delle narici e della regione occipitale. La lunghezza dell'animale in vita doveva raggiungere i quattro metri.

## Classificazione
Tianzhenosaurus è stato descritto per la prima volta nel 1998 sulla base di resti rinvenuti nella contea di Tianzhen, nella provincia dello Shanxi (formazione di Huiquanpu). Nella stessa formazione sono stati ritrovati resti attribuiti a un altro dinosauro corazzato denominato Shanxia tianzhenensis, un po' più grande di Tianzhenosaurus. Probabilmente, però, i due animali erano congenerici. Alcuni paleontologi, inoltre, hanno suggerito che Tianzhenosaurus possa essere un sinonimo di Saichania, un anchilosauro ben noto ritrovato in Mongolia, ma altri (Vickaryous et al., 2004) ritengono che la forma cinese fosse un genere a sé stante, strettamente imparentato con Pinacosaurus. 